# Jean-Claude Rameau
Pour les articles homonymes, voir Rameau.
Jean-Claude Rameau est un botaniste français né le 14 avril 1943 à Chaumont (Haute-Marne) et mort le 6 octobre 2005 à Breil-sur-Roya dans le massif du Mercantour-Argentera. Ses travaux portent principalement sur la phytosociologie et les écosystèmes forestiers.

## Jeunesse et formation
Jean-Claude Rameau est le fils de Marie Rameau, employée de cuisine, et de père inconnu. Même si sa mère n'accepta jamais de parler à son fils de son père, le jeune Jean-Claude souffrit d'être raillé en tant que « fils de boche ». Il passe son enfance et son adolescence dans sa ville natale. Il est principalement élevé par ses grands-parents maternels. Son grand-père, conducteur de locomotive affecté au dépôt de Chaumont, étant membre d'une société horticole, lui fait découvrir la nature et les plantes. Sa mère devenue vendeuse dans une papeterie, ne peut lui payer des études pour devenir pharmacien comme il l'aurait souhaité. Il passe le concours de l’École normale d'instituteurs de Chaumont qui lui garantit le financement de ses études. Il commence très tôt à fréquenter Françoise, préparatrice en pharmacie qui deviendra sa future femme.

## Carrière
Diplômé à 19 ans, il commence sa carrière professionnelle comme instituteur dans le département de la Haute-Marne, que quelques jours, bénéficiant tout de suite d'une autorisation de poursuivre ses études à la faculté de Dijon, tout en étant professeur de sciences naturelles et d'allemand au collège de Bourmont (Haute-Marne) de 1962 à 1965. Puis il est nommé au collège à Chaumont de 1965 à 1969 et engage en parallèle à cette date une démarche de chercheur. Il collabore au laboratoire de taxonomie expérimentale et de phytosociologie de la faculté de Besançon et soutient sa thèse de troisième cycle en 1973 : « Étude phytosociologique des groupements forestiers des plateaux calcaires du sud-est du Bassin parisien et de la Bourgogne ». 
Convaincu de l'importance d'une pédagogie des sciences de l'environnement, il commence par produire des documents destinés à l'enseignement primaire et secondaire et finit par intervenir dans de grandes écoles comme Polytechnique. 
Professeur de botanique forestière à l'École nationale du génie rural, des eaux et des forêts de Nancy à partir de 1983, il obtient en 1987 à Besançon le titre de Docteur en biologie et physiologie végétales pour sa thèse d'État « Contribution phytoécologique et dynamique à l'étude des écosystèmes forestiers : applications aux forêts du nord-est de la France ».
Jean-Claude Rameau n'a de cesse de rapprocher l’approche scientifique de la phytoécologie forestière, la conservation des espèces et des habitats et la gestion forestière,.

Écogramme de Rameau

Pour caractériser la notion de bioindicateurs, il vulgarise en France l'usage des écogrammes, diagrammes représentant les plages d’acidité et d’humidité du sol acceptées par une plante.
Il dirige l'adaptation pour la France de la typologie Corine Biotopes. 
Il est l'auteur avec Dominique Mansion et Gérard Dumé de la Flore forestière française, ouvrage en trois volumes qui paraissent en 1989 (Plaines et collines), 1993 (Montagnes) et 2008 (Région méditerranéenne). 
Après les tempêtes de décembre 1999 qui renversent une grande partie de la forêt française, il appelle pour la reconstitution de celle-ci à saisir l'opportunité de mieux prendre en compte les dynamiques naturelles pour une forêt plus diverse et plus résiliente. 
Il co-signe en 2001 le « Prodrome des végétations de France » qui recense et classifie l'ensemble des unités de végétation du territoire français européen. Son nom y est associé en tant qu'auteur à de nombreuses alliances et sous-alliances.
Son œuvre  pour la connaissance  des dynamiques forestières et pour l'intégration de la biodiversité dans la gestion forestière contribue à inspirer la création en novembre 2019 du Parc national de forêts, entre Bourgogne et Champagne,,.

## Ouvrages publiés
- Jean-Claude Rameau, Dominique Mansion et G. Dumé, Flore forestière française : guide écologique illustré, vol. 1 : Plaines et collines, Paris, Institut pour le développement forestier et Ministère de l'Agriculture et de la Forêt, 1989, 1785 p. (lire en ligne)
- Jean-Claude Rameau, Dominique Mansion et G. Dumé, Flore forestière française : guide écologique illustré, vol. 2 : Montagnes, Paris, Institut pour le développement forestier et Ministère de l'Agriculture et de la Forêt, 1993, 2424 p. (lire en ligne)
- Jean-Claude Rameau, Dominique Mansion et G. Dumé, Flore forestière française : guide écologique illustré, vol. 3 : Région méditerranéenne, Paris, Institut pour le développement forestier et Ministère de l'Agriculture et de la Forêt, 2008, 2426 p. (lire en ligne)